# Herb gminy Rozogi

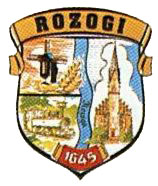
Dawny herb obowiązujący do 2017

Herb gminy Rozogi – jeden z symboli gminy Rozogi, ustanowiony 27 czerwca 2017.

## Wygląd i symbolika
Herb przedstawia na tarczy w polu zielonym obronną wieżę mieszkalną o dwóch wykuszach złotą ponad rogiem myśliwskim (trąbą) czarnym o złotych okuciach.